# Subsecretaría para la Transición Ecológica
La Subsecretaría del Ministerio para la Transición Ecológica y el Reto Demográfico es el órgano directivo responsable de asistir al titular del Ministerio en las funciones de control de la actividad del Departamento; la jefatura superior del personal, su gestión y la gestión de los recursos económico-financieros y presupuestarios; así como la coordinación de las campañas de publicidad institucional y la dirección de las políticas editorial y tecnológica.
Por otra parte, se encarga de la coordinación de las áreas y dependencias funcionales del Departamento integradas en la Delegaciones de Gobierno y la evaluación de los recursos necesarios para su funcionamiento, la dirección de los programas estadísticos del Ministerio, la dirección de los archivos generales, centros documentales, bibliotecas y mediateca del Departamento y el ejercicio de las funciones de Unidad de Igualdad del Ministerio, según lo previsto en el artículo 77 de la Ley Orgánica para la igualdad efectiva de mujeres y hombres.

## Historia

### Primera etapa (1996-2011)
La subsecretaría se crea por primera vez en el Ministerio de Medio Ambiente bajo la denominación de Subsecretaría de Medio Ambiente. De acuerdo con su Real decreto de creación, la subsecretaría asumía competencias tanto de la extinta Subsecretaría de Obras Públicas, Transportes y Medio Ambiente como de las direcciones generales de Sistemas de Información y Control de Gestión y Procedimientos, de Recursos Humanos y de Administración y Servicios, todas ellas del Ministerio de Obras Públicas, Transportes y Medio Ambiente.
Para desarrollar sus funciones, se le adscribió la Secretaría General Técnica (SGT) del nuevo Departamento, la Dirección General del Instituto Nacional de Meteorología, un Gabinete Técnico y las subdirecciones generales de Programación y Control Presupuestario, de Recursos Humanos, de Medios Informáticos y Servicios y la Inspección General de Servicios. En el año 2000 se le adscribió la Dirección General de Programación y Control Económico y Presupuestario.
A partir del año 2004, se quedó sin direcciones generales (sin contar la SGT), se le añadió la Subdirección General de Régimen Interior y Patrimonio y la Subdirección General de Medios Informáticos y Servicios se renombró como Subdirección General de Información al Ciudadano y Servicios Tecnológicos, al asumir más competencias. En 2005 se le adscribió el secretariado de la Red de autoridades ambientales.
En 2008 se renombró como Subsecretaría de Medio Ambiente, y Medio Rural y Marino, al integrarse el Ministerio de Agricultura en éste. Por ello, asumió la Dirección General de Servicios, mantuvo la SGT y el Gabinete Técnico y se quedó con una subdirección general de Análisis, Prospectiva y Coordinación y la Inspección General de Servicios.
El Ministerio de Medio Ambiente, y Medio Rural y Marino se suprimió a finales de 2011, desapareciendo con él la subsecretaría e integrándose en el recuperado Ministerio de Agricultura.

### Segunda etapa (2018-presente)
Tras casi siete años, en junio de 2018 se recuperó un departamento ministerial dedicado en exclusiva a los retos medioambientales, llamado Ministerio para la Transición Ecológica. Con él, se creó la Subsecretaría para la Transición Ecológica, la cual se estructuró de forma parecida a su primera etapa.
Se le adscribió la Secretaría General Técnica, un Gabinete Técnico, las subdirecciones generales de Relaciones Internacionales, de Personal e Inspección de los Servicios, y de Servicios y Coordinación, una División de Sistemas y Tecnologías de la Información y de las Comunicaciones y una Oficina Presupuestaria. Asimismo, se le adscribió el Centro Nacional de Educación Ambiental.
En 2020 fue renombrada como Subsecretaría para la Transición Ecológica y el Reto Demográfico, tras asumir el departamento las funciones sobre despoblación y relacionadas. Se le adscribió una nueva Dirección General de Servicios que asumió gran parte de las funciones relativas a los recursos humanos, inspección de servicios, servicios comunes, régimen interior y económico-presupuestario, así como los temas relativos al ámbito tecnológico del Departamento.

## Estructura
De la Subsecretaría dependen los siguientes órganos directivos, a través de los cuales ejerce sus competencias:
- La Secretaría General Técnica.
- La Dirección General de Servicios.
- La Subdirección General de Relaciones Internacionales.
- La División de Estadística y Gestión de la Información.

Depende de la Subsecretaría, con nivel orgánico de Subdirección General, un Gabinete Técnico, como órgano de apoyo y asistencia inmediata al titular de la Subsecretaría.

### Órganos y organismos adscritos.
- La Abogacía del Estado en el Departamento.
- La Intervención Delegada en el Departamento.
- El Centro Nacional de Educación Ambiental (CENEAM-Valsaín), sin perjuicio de su adscripción orgánica al Organismo Autónomo Parques Nacionales.

### Consejerías del Ministerio en el exterior
En el marco de la Ley 2/2014, de 25 de marzo, de Acción Exterior del Estado, y dependientes de la Subsecretaría para la Transición Ecológica existirán Consejerías de Energía y Consejerías de Medio Ambiente como órganos especializados de carácter técnico de las Representaciones Permanentes de España para el desarrollo de las funciones propias del Ministerio en el ámbito internacional.

## Presupuesto
La Subsecretaría del Ministerio para la Transición Ecológica tiene un presupuesto asignado de 136 505 850 € para el año 2023:
| Nº Programa                           | Programa                                                                            | Dotación      | Ref.   |
| ------------------------------------- | ----------------------------------------------------------------------------------- | ------------- | ------ |
| 451O                                  | Dirección y Servicios Generales para la Transición Ecológica y el Reto Demográfico  | 60 494 990 €  | [ 10 ] |
| 451O                                  | a través de la Secretaría General Técnica                                           | 2 165 440 €   | [ 10 ] |
| 451O                                  | a través de la Dirección General de Servicios                                       | 59 174 730 €  | [ 10 ] |
| 456C                                  | Protección y mejora del medio natural a través de la Dirección General de Servicios | 14 670 690 €  | [ 11 ] |
| Total presupuesto de la Subsecretaría | Total presupuesto de la Subsecretaría                                               | 136 505 850 € |        |

## Lista de subsecretarios

### Medio Ambiente
- Claro José Fernández-Carnicero González (25 de mayo de 1996-6 de mayo de 2000)[12]
- María Jesús Fraile Fabra (6 de mayo de 2000-20 de abril de 2004)[13]
- Concepción Toquero Plaza (20 de abril de 2004-15 de abril de 2008)[14]

### Medio Ambiente, y Medio Rural y Marino
- Santiago Menéndez de Luarca Navia-Osorio (16 de abril de 2008-30 de octubre de 2010)[15]
- María Felicidad Montero Pleite (30 de octubre de 2010-31 de diciembre de 2011)[16]

### Transición Ecológica
- Juana María Lázaro Ruiz (9 de junio de 2018-22 de enero de 2020)[17]
- Miguel Ángel González Suela (22 de enero de 2020-presente)[18]